# Lorenzo Frizzera
Lorenzo Frizzera (* 6. Mai 1972 in Rovereto) ist ein italienischer Gitarrist.

## Leben und Wirken
Bereits als Jugendlicher begann er mit der Transkription der Musik wichtiger Jazzmusiker wie Charlie Parker, Miles Davis, John Coltrane und von Gitarristen wie Pat Metheny, John Scofield, Mike Stern und Bill Frisell. Sein Diplom erwarb er bei der Centro Professione Musica in Mailand. Bei einem Workshop arbeitete er mit Pat Metheny, der ihm empfahl, Profimusiker zu werden. Er arbeitete zunächst als Session-Musiker mit Popmusikern wie Anna Oxa, Tullio De Piscopo, Enzo Jannacci, anderseits mit The Rhythm Factory und Horanueva, Bands, mit denen er die Studien ethnischer Musik vertiefte. 2002 wandte er sich wieder dem Jazz zu und spielte zusammen mit den Organ Logistics von Alberto Marsico. 2006 vertrat er Italien beim internationalen Preisgericht des European Guitar Awards, mit Ralph Towner als Preisrichter.
Des Weiteren arbeitete er mit Jimmy Cobb, Joey DeFrancesco, Stefano Bollani, Paolino Dalla Porta, Stefano Battaglia und Ares Tavolazzi. 2008 bildete er zusammen mit Heiko Jung und Matthias Eichhorn das Lorenzo Frizzera Trio und spielte das Album Everything Can Change ein. Außerdem arbeitet er im experimentellen Duo Godzilla in Wonderland mit dem Schlagzeuger Carlo Alberto Canevali.

## Instrumentierung
Neben traditionellen Instrumenten, verwendet er Live electronics, Realtime-Samples und über Computer gespielte Loops. Auch die präparierte Gitarre wird genutzt: Objekte (Schrauben, Klebeband, Federn, Stücke aus Gummi, Kork oder Aluminium) werden zwischen den Saiten eingefügt, um dadurch außergewöhnliche Geräusche zu erzeugen.

## Ausgewählte Diskographie

### Albums als Leader
- 2014 – A Different Life, UpDoo Music
- 2010 – Home, nBn[7]
- 2009 – Everything Can Change, Organic Music
- 2004 – Il Re dei Gatti, CPM Records[16]

Andere Alben
- 2017 – Marco Santilli’s Cheroba & Il Fiato delle Alpi La Stüa, Unit Records
- 2009 – Carlo Alberto Canevali & Lorenzo Frizzera, Godzilla in Wonderland, Nbn Records
- 2006 – Organ Logistics, The B Side of the Fish, Limen Music
- 2006 – Organ Logistics & Jesse Davis, Take a Walk on the Moon, Organic Music
- 2005 – Stefano Bollani, Gente in cerca di Nuvole, Lol Productions
- 2005 – Anna Oxa, La Musica niente se tu non hai vissuto, EMI
- 2004 – Organ Logistics, Organ Logistics, Organic Music
- 2000 – New Project Jazz Orchestra, Onde Mediterranee, Velut Luna[17]
- 2000 – Horanueva, Folegandros, Halidon
- 1998 – Alessandro Zampini, Princess, Newport
- 1997 – Paolo Pellegatti, Natura Mediterranea, Azzurra
- 1995 – New Project Jazz Orchestra, Across The Beatles Universe, Cdpm/Lion
- 1995 – Tullio De Piscopo, Zatucurtai, Fonit Cetra